# کاتسوهیرو هارادا
کاتسوهیرو هارادا (به ژاپنی: 原田 勝弘 Harada Katsuhiro) (زادهٔ ۱۰ ژوئن ۱۹۷۰)، طراح، کارگردان و تهیه‌کننده بازی‌های ویدئویی ژاپنی از شرکت باندای نامکو گیمز است، که بیشتر برای کارگردانی و تهیه‌کنندگی مجموعه بازی‌های مبارزه‌ای تکن از سال ۱۹۹۴ تا کنون شناخته شده‌است. او همچنین یکی از اعضای پراجکت سول (تیم سازندهٔ مجموعه بازی ویدئویی سول‌کالیبر) به‌شمار می‌رود.

## آثار
| نام بازی                      | تاریخ انتشار   | نقش                                                         |
| ----------------------------- | -------------- | ----------------------------------------------------------- |
| تکن                           | ۱۹۹۴           | تهیه‌کننده و صداپیشه یوشیمیتسو، کونیمیتسو، مارشال لا         |
| تکن ۲                         | ۱۹۹۵           | تهیه‌کننده و صداپیشه یوشیمیتسو، کونیمیتسو، مارشال لا         |
| تکن ۳                         | ۱۹۹۷           | تهیه‌کننده و صداپیشه یوشیمیتسو، فورست لا                     |
| تکن تگ تورنومنت               | ۱۹۹۹           | کارگردان، سرپرست و خالق پروژه و صداپیشه یوشیمیتسو، فورست لا |
| تکن ادونس                     | ۲۰۰۱           | کارگردان، سرپرست و صداپیشه یوشیمیتسو، فورست لا              |
| تکن ۴                         | ۲۰۰۱           | مدیر روند بازی و صداپیشه مارشال لا                          |
| تکن ۵                         | ۲۰۰۴           | تهیه‌کننده، کارگردان و صداپیشه مارشال لا                     |
| اربان رین                     | ۲۰۰۵           | شریک پروژه و تشکر ویژه                                      |
| سول‌کالیبر ۳                   | ۲۰۰۵           | شریک پروژه و تشکر ویژه                                      |
| تکن ۵: رستاخیز تاریک          | ۲۰۰۵           | کارگردان، صداپیشه مارسال لا                                 |
| افسانه‌های سول‌کالیبر           | ۲۰۰۷           | شریک پروژه و تشکر ویژه                                      |
| تکن ۶                         | ۲۰۰۷           | مدیر اجرایی تولید                                           |
| سول‌کالیبر ۴                   | ۲۰۰۸           | مدیر همکار                                                  |
| ایس کمبت: افق حمله            | ۲۰۱۱           | مشاور تصویری بازی                                           |
| تکن تگ تورنومنت ۲             | ۲۰۱۱           | مدیر اجرایی تولید                                           |
| استریت فایتر در مقابل تکن     | ۲۰۱۲           | شریک پروژه و مدیر همکار                                     |
| تکن ۳بعدی: نسخه نخست          | ۲۰۱۲           | مدیر اجرایی تولید                                           |
| نبرد سلطنتی ستارگان پلی‌استیشن | ۲۰۱۲           | سرپرست                                                      |
| تکن رولوشن                    | ۲۰۱۳           | مدیر اجرایی تولید                                           |
| تکن ۷: فیتد رتروبیوشن         | ۲۰۱۵           | کارگردان                                                    |
| پراجکت کراس زون ۲             | ۲۰۱۶           | سرپرست                                                      |
| دارک سولز ۳                   | ۲۰۱۶           | مدیر کل بازاریابی جهانی                                     |
| سول‌کالیبر ۶                   | ۲۰۱۸           | مشاور اجرایی                                                |
| دارک پیکچرز: مرد مدان         | ۲۰۱۹           | تهیه‌کننده ارشد                                              |
| ایس کمبت ۷: آسمان‌های ناشناخته | ۲۰۱۹           | مدیر کل بازاریابی                                           |
| داستان‌های ظهور                | ۲۰۲۱           | تهیه‌کننده ارشد                                              |
| تکن: دودمان                   | ۲۰۲۲           | مدیر اجرایی تولید                                           |
| تکن ۸                         | ۲۰۲۴           | مدیر اجرایی تولید                                           |
| تکن در مقابل استریت فایتر     | اعلام خواهد شد | مدیر اجرایی تولید                                           |